# Pierluigi Formiconi
Pierluigi Formiconi, född 18 juli 1948 i Rom, är en italiensk vattenpolotränare. Han var chefstränare för Italiens damlandslag i vattenpolo 1994–2004. Italien tog OS-guld (2004), två VM-guld (1998, 2001) samt fyra EM-guld (1995, 1997, 1999 och 2003) med Formiconi som tränare. Han innehade samma position för Italiens herrlandslag i vattenpolo 2005–2006.
Formiconi var tränare för Italiens främsta damklubblag Orizzonte Catania 2008–2012. År 2012 blev han åter tränare för ett herrlag, Lazio, som han även tränade före tiden med Orizzonte.